# Mesochorus eruditus
Mesochorus eruditus är en stekelart som beskrevs av Dasch 1974. Mesochorus eruditus ingår i släktet Mesochorus och familjen brokparasitsteklar. Inga underarter finns listade i Catalogue of Life.